# Cosmin Alexandru Radu
Cosmin Alexandru Radu (Bukurešt, 9. studenog 1981.), rumunjski vaterpolist i reprezentativac, dugogodišnji kapetan reprezentacije i natjecatelj na sedam europskih i pet svjetskih prvenstava te Olimpijskim igrama 2012. u Londonu.

## Klupska karijera
Klupsku karijeru započeo je 1992. u bukureštanskom Rapidu, u čiji seniorski sastav prelazi 1997. i za njega igra narednih sedam godina. S Rapidom je osvojio četiri uzastopna rumunjska prvenstva i dvaput proglašen najboljim strijelcem rumunjske lige (2001. i 2004.)
Godine 2004. odlazi u talijansku Florentiu, za koju igra sljedećih šest sezona. Sezone 2011./2012. dolazi u zagrebačku Mladost, s kojom osvaja Hrvatski kup u Zadru te biva proglašen najboljim igračem turnira. Iste godina osvaja treće mjesto u Ligi prvaka, a istim plasmanom završio je i u hrvatskom prvenstvu i Jadranskoj ligi.
Na jesen 2013. odlazi u riječko Primorje te osvaja Hrvatski kup i Jadransku ligu. Na oba natjecanja u završnici je pobijedio dubrovački Jug. U proljeće 2014. osvaja prvenstvo pobjedom nad bivšim klubom te igra u doigravanju Lige prvaka. U prosincu iste godine ponovno osvaja Hrvatski kup, pobjedom nad Mladosti, bivšim klubom. Osvajanjem Jadranske lige 2015., pobjedom nad Jugom, Radu je proglašen najboljim igračem doigravanja. Istoga mjeseca igrao je i završnicu Lige prvaka, u kojoj je Primorje izgubilo od Pro Recca. Zanimljivo da su u poluzavršnici tijesno pobijedili dubrovački Jug. Sljedeće pak sezone Riječani su gubili od Jugaša u kupu, prvenstvu i Ligi prvaka.
U Mladost se vraća sezone 2017./18. te već iste sezone igra završnicu Jadranske lige.

## Reprezentativna karijera
Igrao je na europskim prvenstvima 2006., 2010. i na OI 2012., na kojima postigao 9 pogodaka. Bio je najbolji strijelac svjetskog prvenstva 2011.